# Bulbophyllum raui
Bulbophyllum raui är en orkidéart som beskrevs av C.M. Arora. Bulbophyllum raui ingår i släktet Bulbophyllum och familjen orkidéer. Inga underarter finns listade i Catalogue of Life.